# Ansel Elgort
Ansel Elgort (født 14. marts 1994) er en amerikansk skuespiller, sanger og DJ (under navnet Ansølo). Som filmskuespiller har han spillet Tommy Ross i gyserfilmen Carrie (2013), Caleb Prior i The Divergent Series -serien, Augustus Waters i det romantisk teenagedrama The Fault in Our Stars (2014), og titelkarakteren i Edgar Wrights actionthriller Baby Driver (2017), som han modtog Golden Globe Award-nominering for Best Actor in a Motion Picture – Musical or Comedy. As a singer, he has released the singles "Thief" (2017) and "Supernova" (2018).

## Filmografi
| År   | Titel                           | Rolle           | Noter           |
| ---- | ------------------------------- | --------------- | --------------- |
| 2013 | Carrie                          | Tommy Ross      |                 |
| 2014 | Divergent                       | Caleb Prior     |                 |
| 2014 | The Fault in Our Stars          | Augustus Waters |                 |
| 2014 | Men, Women & Children           | Tim Mooney      |                 |
| 2015 | The Divergent Series: Insurgent | Caleb Prior     |                 |
| 2015 | Paper Towns                     | Mason           | Cameo           |
| 2016 | The Divergent Series: Allegiant | Caleb Prior     |                 |
| 2017 | Baby Driver                     | Baby / Miles    |                 |
| 2017 | November Criminals              | Addison Schacht |                 |
| 2018 | Jonathan                        | Jonathan/John   |                 |
| 2018 | Billionaire Boys Club           | Joe Hunt        |                 |
| 2019 | The Goldfinch                   | Theo Decker     | Post-production |

## Nomineringer og priser
| År   | Pris                                                                 | Nomineret arbejde                  | Resultat  | Ref.  |
| ---- | -------------------------------------------------------------------- | ---------------------------------- | --------- | ----- |
| 2014 | Choice Movie: Liplock (shared with Shailene Woodley)                 | The Fault in Our Stars             | Vundet    |       |
| 2014 | Choice Movie: Chemistry (shared with Shailene Woodley and Nat Wolff) | The Fault in Our Stars             | Vundet    |       |
| 2014 | Fan Favorite Actor – Male                                            | The Fault in Our Stars / Divergent | Vundet    |       |
| 2014 | Breakthrough Actor                                                   | The Fault in Our Stars / Divergent | Nomineret |       |
| 2014 | Best On-Screen Couple (shared with Shailene Woodley)                 | The Fault in Our Stars             | Vundet    |       |
| 2014 | Best New Film Actor                                                  | The Fault in Our Stars             | Vundet    |       |
| 2015 | Favorite Movie Duo (shared with Shailene Woodley)                    | The Fault in Our Stars             | Nomineret |       |
| 2015 | Best Young Actor/Actress                                             | The Fault in Our Stars             | Nomineret |       |
| 2015 | Best Male Performance                                                | The Fault in Our Stars             | Nomineret |       |
| 2015 | Breakthrough Performance                                             | The Fault in Our Stars             | Nomineret |       |
| 2015 | Best Shirtless Performance                                           | The Fault in Our Stars             | Nomineret |       |
| 2015 | Best Kiss (shared with Shailene Woodley)                             | The Fault in Our Stars             | Vundet    |       |
| 2015 | Best Duo (shared with Shailene Woodley)                              | The Fault in Our Stars             | Nomineret |       |
| 2015 | Choice Movie Actor: Action                                           | The Divergent Series: Insurgent    | Nomineret |       |
| 2017 | Golden Globe Award for Best Actor – Motion Picture Musical or Comedy | Baby Driver                        | Nomineret | [ 7 ] |
| 2018 | Empire Award for Best Male Newcomer                                  | Baby Driver                        | Nomineret |       |